# Synopeas xenarchus
Synopeas xenarchus är en stekelart som först beskrevs av Walker 1839.  Synopeas xenarchus ingår i släktet Synopeas och familjen gallmyggesteklar. Inga underarter finns listade i Catalogue of Life.